# Charmouth

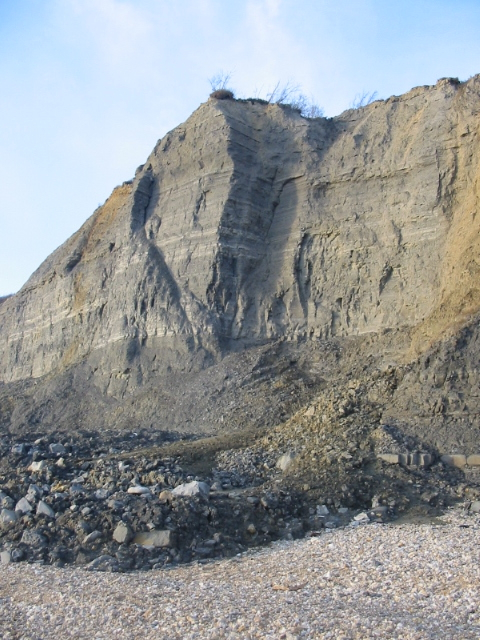
Acantilados de Charmouth

Charmouth es un pueblo ubicado en la desembocadura del Río Char, en el oeste de Dorset, Inglaterra. Tiene una población de 1.687 habitantes, según el censo de 2001.

## Características
Los acantilados sobre sus playas son conocidos por sus fósiles jurásicos. El Charmouth Heritage Coast Centre actúa como un centro de visitantes de la Costa Jurásica e identifica los fósiles hallados en el área. Los caminantes y buscadores de fósiles recorren a pie las playas entre Charmouth y Lyme Regis, pero deben ser precavidos debido a las mareas y a los corrimientos de tierra.